# Lissodrillia simpsoni
Lissodrillia simpsoni är en snäckart som först beskrevs av Dall 1887.  Lissodrillia simpsoni ingår i släktet Lissodrillia och familjen Drilliidae. Inga underarter finns listade i Catalogue of Life.